# Verein für Leibesübungen von 1899 2005-2006
Questa voce raccoglie le informazioni riguardanti il Verein für Leibesübungen von 1899 nelle competizioni ufficiali della stagione 2005-2006.

## Stagione
Nella stagione 2005-2006 l'Osnabrück, allenato da Claus-Dieter Wollitz, concluse il campionato di Regionalliga nord al 10º posto. In Coppa di Germania l'Osnabrück fu eliminato al secondo turno dal Magonza.

## Rosa
| N. |                         | Ruolo | Calciatore           |
| -- | ----------------------- | ----- | -------------------- |
| 1  | Germania (bandiera)     | P     | Tino Berbig          |
| 2  | Germania (bandiera)     | D     | Matthias Koch        |
| 3  | Germania (bandiera)     | D     | Jan Schanda          |
| 4  | Paesi Bassi (bandiera)  | D     | Dave de Jong         |
| 5  | Germania (bandiera)     | C     | Björn Joppe          |
| 6  | Germania (bandiera)     | C     | Wolfgang Schütte     |
| 7  | Germania (bandiera)     | C     | Michael Kügler       |
| 8  | Stati Uniti (bandiera)  | C     | Joe Enochs           |
| 9  | Germania (bandiera)     | A     | Thomas Reichenberger |
| 10 | Germania (bandiera)     | C     | Alexander Nouri      |
| 11 | Germania (bandiera)     | D     | Andreas Schäfer      |
| 12 | Germania (bandiera)     | P     | Tobias Langemeyer    |
| 13 | RD del Congo (bandiera) | A     | Addy-Waku Menga      |

| N. |                         | Ruolo | Calciatore               |
| -- | ----------------------- | ----- | ------------------------ |
| 14 | Germania (bandiera)     | D     | Fabian Ewertz            |
| 14 | Germania (bandiera)     | D     | Daniel Flottmann         |
| 15 | Germania (bandiera)     | C     | Florian Heidenreich      |
| 17 | Germania (bandiera)     | A     | Shergo Biran             |
| 18 | Germania (bandiera)     | A     | Markus Feldhoff          |
| 19 | Germania (bandiera)     | C     | Christian Mäscher        |
| 20 | Germania (bandiera)     | C     | Marcus Wedau             |
| 21 | Spagna (bandiera)       | C     | Olliver Villar           |
| 24 | Kirghizistan (bandiera) | C     | Edgar Bernhardt          |
| 25 | Germania (bandiera)     | A     | Marc Heider              |
| 27 | Germania (bandiera)     | C     | Jonnie Guimaraes-Klausch |
| 30 | Germania (bandiera)     | D     | Thomas Cichon            |

## Organigramma societario
Area tecnica
- Allenatore: Claus-Dieter Wollitz
- Allenatore in seconda: Heiko Flottmann
- Preparatore dei portieri: Rolf Meyer
- Preparatori atletici:
- Analisi video:

## Calciomercato

### Sessione estiva
| Acquisti | Acquisti            | Acquisti        | Acquisti |
| R.       | Nome                | da              | Modalità |
| -------- | ------------------- | --------------- | -------- |
| A        | Shergo Biran        | Wolfsburg II    |          |
| C        | Flavio Faroni       | Al-Nasr         |          |
| C        | Florian Heidenreich | Werder Brema II |          |
| A        | Marc Heider         | Osnabrück U19   |          |
| C        | Marcus Wedau        | Rot-Weiss Essen |          |

| Cessioni | Cessioni      | Cessioni      | Cessioni |
| R.       | Nome          | a             | Modalità |
| -------- | ------------- | ------------- | -------- |
| C        | Flavio Faroni | Hansa Rostock |          |

### Sessione invernale
| Acquisti | Acquisti | Acquisti | Acquisti |
| R.       | Nome     | da       | Modalità |
| -------- | -------- | -------- | -------- |

| Cessioni | Cessioni   | Cessioni | Cessioni |
| R.       | Nome       | a        | Modalità |
| -------- | ---------- | -------- | -------- |
| A        | Ronny Jank | Aalen    |          |

## Risultati

### Regionalliga

#### Girone di andata
| Arbitro: | Kinhöfer |

|             |           |                        |
| Podszus 90’ | Marcatori | 54’ Feldhoff 65’ Menga |

| Arbitro: | Grudzinski |

|           |           |            |
| Joppe 83’ | Marcatori | 70’ Heller |

| Arbitro: | Schößling |

|            |           |                                                        |
| Tokody 52’ | Marcatori | 6’ Schütte 22’ Reichenberger 50’ (aut.) Hyza 78’ Joppe |

| Arbitro: | Schumacher |

|             |           |                |
| de Jong 61’ | Marcatori | 41’ Schnitzler |

| Arbitro: | Metzen |

|                         |           |                                        |
| Salihović 14’ Čović 80’ | Marcatori | 31’ Ewertz 32’ Reichenberger 65’ Joppe |

| Arbitro: | Gagelmann |

|                   |           |  |
| Reichenberger 65’ | Marcatori |  |

| Arbitro: | Bornhöft |

|                            |           |           |
| Görke 54’ (rig.) Mayer 63’ | Marcatori | 72’ Menga |

| Arbitro: | Winkmann |

|                               |           |                           |
| de Jong 17’ Reichenberger 23’ | Marcatori | 29’ Thielemann 90’ Sykora |

| Arbitro: | Fischer |

|                           |           |                               |
| Dobrý 43’, 53’ Coiner 86’ | Marcatori | 52’, 71’ (rig.) Reichenberger |

| 21 settembre 2005 10ª giornata |  | – turno di riposo |  |  |

| Arbitro: | Kuhl |

|                               |           |               |
| Reichenberger 30’ de Jong 33’ | Marcatori | 83’ Matarazzo |

| Arbitro: | Metzen |

|               |           |          |
| Löbe 80’, 86’ | Marcatori | 5’ Joppe |

| Arbitro: | Lupp |

|                             |           |  |
| Reichenberger 36’ Menga 53’ | Marcatori |  |

| Arbitro: | Brych |

|                       |           |            |
| Boll 17’ Brückner 39’ | Marcatori | 37’ Enochs |

| Arbitro: | Schößling |

|                                      |           |  |
| Joppe 4’ Reichenberger 74’ Nouri 79’ | Marcatori |  |

| Arbitro: | Fischer |

|                                                         |           |            |
| Rockenbach 4’, 21’ (rig.) Polenz 37’ Schachten 65’, 73’ | Marcatori | 21’ Enochs |

| Arbitro: | Seemann |

|                                |           |  |
| Feldhoff 15’ Reichenberger 25’ | Marcatori |  |

| Arbitro: | Schempershauwe |

|                                           |           |  |
| Grgić 60’ Cannizzaro 75’, 88’ Wilking 90’ | Marcatori |  |

| Arbitro: | Wagner |

|                                |           |  |
| Reichenberger 49’ Feldhoff 66’ | Marcatori |  |

#### Girone di ritorno
| Arbitro: | Kinhöfer |

|                                                      |           |  |
| Reichenberger 2’ Menga 33’, 70’ Wedau 77’ Heider 87’ | Marcatori |  |

| Arbitro: | Schlutius |

|                                |           |  |
| Ouro-Akpo 81’, 88’ Kutrieb 85’ | Marcatori |  |

| Arbitro: | Gagelmann |

|                               |           |                           |
| Reichenberger 41’, 66’ (rig.) | Marcatori | 50’ Siberie 61’ Stuckmann |

| Arbitro: | Hagen |

|           |           |  |
| Lartey 5’ | Marcatori |  |

| Arbitro: | Schößling |

|                        |           |         |
| Schütte 25’ Cichon 30’ | Marcatori | 54’ Ede |

| Arbitro: | Stark |

|                                 |           |              |
| Tammen 18’ (rig.) Güvenışık 22’ | Marcatori | 28’ Feldhoff |

| Arbitro: | Seemann |

|                                       |           |         |
| Feldhoff 11’ (rig.) Reichenberger 76’ | Marcatori | 5’ Lenk |

| Arbitro: | Walz |

|              |           |  |
| Zaccanti 80’ | Marcatori |  |

| Arbitro: | Sahler |

|                                 |           |                                   |
| Feldhoff 47’ (rig.), 59’ (rig.) | Marcatori | 39’ Rietpietsch 67’ Boy 86’ Dobrý |

| 25 marzo 2006 29ª giornata |  | – turno di riposo |  |  |

| Arbitro: | Palilla |

|                                     |           |                                    |
| Toborg 21’ Terranova 57’ Özkaya 68’ | Marcatori | 63’, 65’ Menga 89’ (rig.) Feldhoff |

| Arbitro: | Schößling |

|           |           |                                     |
| Menga 74’ | Marcatori | 12’, 84’ van Lent 19’, 59’ Boskovic |

| Colonia 15 aprile 2006, ore 14:00 CEST 32ª giornata | Colonia II | 0 – 0 referto | Osnabrück | Südstadion (450 spett.)\| Arbitro: \| Steinberg \| |
| Arbitro:                                            | Steinberg  |               |           |                                                    |

| Arbitro: | Schmidt |

|                              |           |  |
| Reichenberger 39’ Heider 63’ | Marcatori |  |

| Arbitro: | Stachowiak |

|                              |           |  |
| Leschinski 35’ Kučuković 76’ | Marcatori |  |

| Arbitro: | Borsch |

|            |           |                                  |
| Schäfer 9’ | Marcatori | 15’ Bischoff 24’, 67’ Rockenbach |

| Arbitro: | Kristek |

|           |           |             |
| Hanke 60’ | Marcatori | 43’ Schanda |

| Arbitro: | Grudzinski |

|                                 |           |                    |
| Menga 4’, 45’ Reichenberger 57’ | Marcatori | 60’, 84’ Stahlberg |

| Arbitro: | Hagen |

|                |           |  |
| Hesse 20’, 82’ | Marcatori |  |

### Coppa di Germania
| Arbitro: | Grudzinski |

|                                                                          |                       |                                                                           |
| Feldhoff 51’ de Jong 83’                                                 | Marcatori             | 45’ Timm 82’ Feinbier                                                     |
| Kügler Joppe Schäfer Enochs Feldhoff Koch de Jong Menga Ewertz Flottmann | Tiri di rigore 10 – 9 | Barut Mijatović Timm Kleine Eigler Kokot Achenbach Hilbert Feinbier Weber |

| Arbitro: | Stark |

|                                         |                      |                                  |
| Reichenberger 5’ Feldhoff 48’           | Marcatori            | 2’ Rômulo 80’ Ruman              |
| Schäfer Reichenberger Wedau Heidenreich | Tiri di rigore 2 – 4 | Silva Peković Zidan Gerber Thurk |

## Statistiche

### Statistiche di squadra
| Competizione      | Punti | In casa | In casa | In casa | In casa | In casa | In casa | In trasferta | In trasferta | In trasferta | In trasferta | In trasferta | In trasferta | Totale | Totale | Totale | Totale | Totale | Totale | DR |
| Competizione      | Punti | G       | V       | N       | P       | Gf      | Gs      | G            | V            | N            | P            | Gf           | Gs           | G      | V      | N      | P      | Gf     | Gs     | DR |
| ----------------- | ----- | ------- | ------- | ------- | ------- | ------- | ------- | ------------ | ------------ | ------------ | ------------ | ------------ | ------------ | ------ | ------ | ------ | ------ | ------ | ------ | -- |
| Regionalliga nord | 49    | 18      | 11      | 4       | 3       | 36      | 21      | 18           | 3            | 3            | 12           | 20           | 37           | 36     | 14     | 7      | 15     | 56     | 58     | -2 |
| Coppa di Germania | -     | 2       | 0       | 2       | 0       | 4       | 4       | 0            | 0            | 0            | 0            | 0            | 0            | 2      | 0      | 2      | 0      | 4      | 4      | 0  |
| Totale            | 49    | 20      | 11      | 6       | 3       | 40      | 25      | 18           | 3            | 3            | 12           | 20           | 37           | 38     | 14     | 9      | 15     | 60     | 62     | -2 |

### Andamento in campionato
| Giornata  | 1 | 2 | 3 | 4 | 5 | 6 | 7 | 8 | 9 | 10 | 11 | 12 | 13 | 14 | 15 | 16 | 17 | 18 | 19 | 20 | 21 | 22 | 23 | 24 | 25 | 26 | 27 | 28 | 29 | 30 | 31 | 32 | 33 | 34 | 35 | 36 | 37 | 38 |
| --------- | - | - | - | - | - | - | - | - | - | -- | -- | -- | -- | -- | -- | -- | -- | -- | -- | -- | -- | -- | -- | -- | -- | -- | -- | -- | -- | -- | -- | -- | -- | -- | -- | -- | -- | -- |
| Luogo     | T | C | T | C | T | C | T | C | T |    | C  | T  | C  | T  | C  | T  | C  | T  | C  | C  | T  | C  | T  | C  | T  | C  | T  | C  |    | T  | C  | T  | C  | T  | C  | T  | C  | T  |
| Risultato | V | N | V | N | V | V | P | N | P |    | V  | P  | V  | P  | V  | P  | V  | P  | V  | V  | P  | N  | P  | V  | P  | V  | P  | P  |    | N  | P  | N  | V  | P  | P  | N  | V  | P  |
| Posizione | 6 | 5 | 3 | 5 | 2 | 2 | 4 | 6 | 6 | 7  | 6  | 7  | 7  | 7  | 6  | 7  | 7  | 8  | 7  | 7  | 7  | 7  | 8  | 7  | 8  | 6  | 8  | 8  | 8  | 8  | 9  | 9  | 8  | 8  | 8  | 9  | 8  | 10 |

Legenda:

Luogo: C = Casa; T = Trasferta. Risultato: V = Vittoria; N = Pareggio; P = Sconfitta.

### Statistiche dei giocatori
| Giocatore            | Regionalliga nord | Regionalliga nord | Regionalliga nord | Regionalliga nord | Coppa di Germania | Coppa di Germania | Coppa di Germania | Coppa di Germania | Totale   | Totale | Totale      | Totale     |
| Giocatore            | Presenze          | Reti              | Ammonizioni       | Espulsioni        | Presenze          | Reti              | Ammonizioni       | Espulsioni        | Presenze | Reti   | Ammonizioni | Espulsioni |
| -------------------- | ----------------- | ----------------- | ----------------- | ----------------- | ----------------- | ----------------- | ----------------- | ----------------- | -------- | ------ | ----------- | ---------- |
| T. Berbig            | 31                | 0                 | 1                 | 0                 | 2                 | 0                 | 0                 | 0                 | 33       | 0      | 1           | 0          |
| E. Bernhardt         | 10                | 0                 | 1                 | 0                 | 0                 | 0                 | 0                 | 0                 | 10       | 0      | 1           | 0          |
| S. Biran             | 4                 | 0                 | 0                 | 0                 | 0                 | 0                 | 0                 | 0                 | 4        | 0      | 0           | 0          |
| T. Cichon            | 9                 | 1                 | 3                 | 1                 | 0                 | 0                 | 0                 | 0                 | 9        | 1      | 3           | 1          |
| J. Enochs            | 33                | 2                 | 7                 | 2                 | 2                 | 0                 | 2                 | 0                 | 35       | 2      | 9           | 2          |
| F. Ewertz            | 18                | 1                 | 1                 | 0                 | 2                 | 0                 | 0                 | 0                 | 20       | 1      | 1           | 0          |
| F. Faroni            | 2                 | 0                 | 0                 | 0                 | 0                 | 0                 | 0                 | 0                 | 2        | 0      | 0           | 0          |
| M. Feldhoff          | 26                | 8                 | 0                 | 2                 | 2                 | 2                 | 0                 | 0                 | 28       | 10     | 0           | 2          |
| D. Flottmann         | 19                | 0                 | 3                 | 0                 | 1                 | 0                 | 1                 | 0                 | 20       | 0      | 4           | 0          |
| J. Guimaraes-Klausch | 1                 | 0                 | 0                 | 0                 | 0                 | 0                 | 0                 | 0                 | 1        | 0      | 0           | 0          |
| F. Heidenreich       | 23                | 0                 | 4                 | 1                 | 1                 | 0                 | 0                 | 0                 | 24       | 0      | 4           | 1          |
| M. Heider            | 15                | 2                 | 0                 | 0                 | 0                 | 0                 | 0                 | 0                 | 15       | 2      | 0           | 0          |
| R. Jank              | 2                 | 0                 | 0                 | 0                 | 0                 | 0                 | 0                 | 0                 | 2        | 0      | 0           | 0          |
| B. Joppe             | 30                | 5                 | 8                 | 2                 | 2                 | 0                 | 0                 | 0                 | 32       | 5      | 8           | 2          |
| M. Koch              | 20                | 0                 | 2                 | 0                 | 2                 | 0                 | 0                 | 0                 | 22       | 0      | 2           | 0          |
| M. Kügler            | 32                | 0                 | 5                 | 0                 | 2                 | 0                 | 0                 | 0                 | 34       | 0      | 5           | 0          |
| T. Langemeyer        | 5                 | 0                 | 0                 | 0                 | 0                 | 0                 | 0                 | 0                 | 5        | 0      | 0           | 0          |
| A. Menga             | 33                | 10                | 1                 | 0                 | 1                 | 0                 | 0                 | 0                 | 34       | 10     | 1           | 0          |
| C. Mäscher           | 0                 | 0                 | 0                 | 0                 | 0                 | 0                 | 0                 | 0                 | 0        | 0      | 0           | 0          |
| A. Nouri             | 13                | 1                 | 3                 | 0                 | 2                 | 0                 | 0                 | 0                 | 15       | 1      | 3           | 0          |
| T. Reichenberger     | 35                | 17                | 5                 | 0                 | 2                 | 1                 | 0                 | 0                 | 37       | 18     | 5           | 0          |
| J. Schanda           | 21                | 1                 | 4                 | 0                 | 0                 | 0                 | 0                 | 0                 | 21       | 1      | 4           | 0          |
| A. Schäfer           | 34                | 1                 | 5                 | 0                 | 2                 | 0                 | 0                 | 0                 | 36       | 1      | 5           | 0          |
| W. Schütte           | 23                | 2                 | 4                 | 1                 | 0                 | 0                 | 0                 | 0                 | 23       | 2      | 4           | 1          |
| O. Villar            | 4                 | 0                 | 0                 | 0                 | 0                 | 0                 | 0                 | 0                 | 4        | 0      | 0           | 0          |
| M. Wedau             | 24                | 1                 | 1                 | 0                 | 2                 | 0                 | 0                 | 0                 | 26       | 1      | 1           | 0          |
| D. de Jong           | 23                | 3                 | 4                 | 0                 | 2                 | 1                 | 1                 | 0                 | 25       | 4      | 5           | 0          |